# Xestocephalus
Xestocephalus är ett släkte av insekter. Xestocephalus ingår i familjen dvärgstritar.

## Dottertaxa tillXestocephalus, i alfabetisk ordning[1]
- Xestocephalus abyssinicus
- Xestocephalus adiopodoumus
- Xestocephalus aethiopicus
- Xestocephalus agassizi
- Xestocephalus albidus
- Xestocephalus albopunctatus
- Xestocephalus amenus
- Xestocephalus ancorifer
- Xestocephalus antimachus
- Xestocephalus antlerus
- Xestocephalus apicalis
- Xestocephalus aquilus
- Xestocephalus artarus
- Xestocephalus asper
- Xestocephalus australensis
- Xestocephalus badius
- Xestocephalus balli
- Xestocephalus bicolor
- Xestocephalus bicoloratus
- Xestocephalus bicornis
- Xestocephalus bifasciatus
- Xestocephalus bifidus
- Xestocephalus binatus
- Xestocephalus bipunctatus
- Xestocephalus botelensis
- Xestocephalus bulbus
- Xestocephalus canidia
- Xestocephalus cervinus
- Xestocephalus chibianus
- Xestocephalus cinctus
- Xestocephalus cirus
- Xestocephalus cognatus
- Xestocephalus consentaneus
- Xestocephalus contortuplicatus
- Xestocephalus coronatus
- Xestocephalus cristifer
- Xestocephalus culmus
- Xestocephalus curtus
- Xestocephalus dedecus
- Xestocephalus delongi
- Xestocephalus desertorum
- Xestocephalus dimonika
- Xestocephalus dissimilis
- Xestocephalus dubius
- Xestocephalus eumaios
- Xestocephalus fasciatus
- Xestocephalus feowerpacchus
- Xestocephalus fistutlus
- Xestocephalus fucatus
- Xestocephalus fulvus
- Xestocephalus fuscarus
- Xestocephalus fuscomaculatus
- Xestocephalus fuscus
- Xestocephalus guttulatus
- Xestocephalus igerna
- Xestocephalus iguchii
- Xestocephalus immaculatus
- Xestocephalus irroratus
- Xestocephalus ishidae
- Xestocephalus izzardi
- Xestocephalus japonicus
- Xestocephalus javanus
- Xestocephalus jucundus
- Xestocephalus koreanus
- Xestocephalus koshunensis
- Xestocephalus kuyanianus
- Xestocephalus longus
- Xestocephalus lunatus
- Xestocephalus luridus
- Xestocephalus maculatus
- Xestocephalus magnificus
- Xestocephalus maquilingensis
- Xestocephalus medius
- Xestocephalus mexicanus
- Xestocephalus minimus
- Xestocephalus miramari
- Xestocephalus montanus
- Xestocephalus nikkoensis
- Xestocephalus nilgiriensis
- Xestocephalus ornatus
- Xestocephalus osborni
- Xestocephalus ovalis
- Xestocephalus paganurus
- Xestocephalus pallescens
- Xestocephalus pallidiceps
- Xestocephalus panamanus
- Xestocephalus piceatus
- Xestocephalus polleti
- Xestocephalus pullus
- Xestocephalus punctatus
- Xestocephalus purpurascens
- Xestocephalus quadripunctatus
- Xestocephalus ramulus
- Xestocephalus reflexus
- Xestocephalus relatus
- Xestocephalus ryukyuensis
- Xestocephalus shikokuanus
- Xestocephalus sidnicus
- Xestocephalus sinchonus
- Xestocephalus spicatus
- Xestocephalus spinestyleus
- Xestocephalus spinifer
- Xestocephalus spinosus
- Xestocephalus suakoko
- Xestocephalus subfusculus
- Xestocephalus subtessellatus
- Xestocephalus sycophantus
- Xestocephalus tangaensis
- Xestocephalus tasmaniensis
- Xestocephalus tessellatus
- Xestocephalus toroensis
- Xestocephalus transversus
- Xestocephalus triatus
- Xestocephalus tucsoni
- Xestocephalus tutuilanus
- Xestocephalus variarius
- Xestocephalus vitiensis
- Xestocephalus vittanotus
- Xestocephalus youngi
- Xestocephalus zambicus